# Feldioara
Feldioara is een Roemeense gemeente in het district Brașov.
Feldioara telt 6858 inwoners.

Recent is de Burcht van Mariënburg van de Duitse Orde uit de 13e eeuw herbouwd.

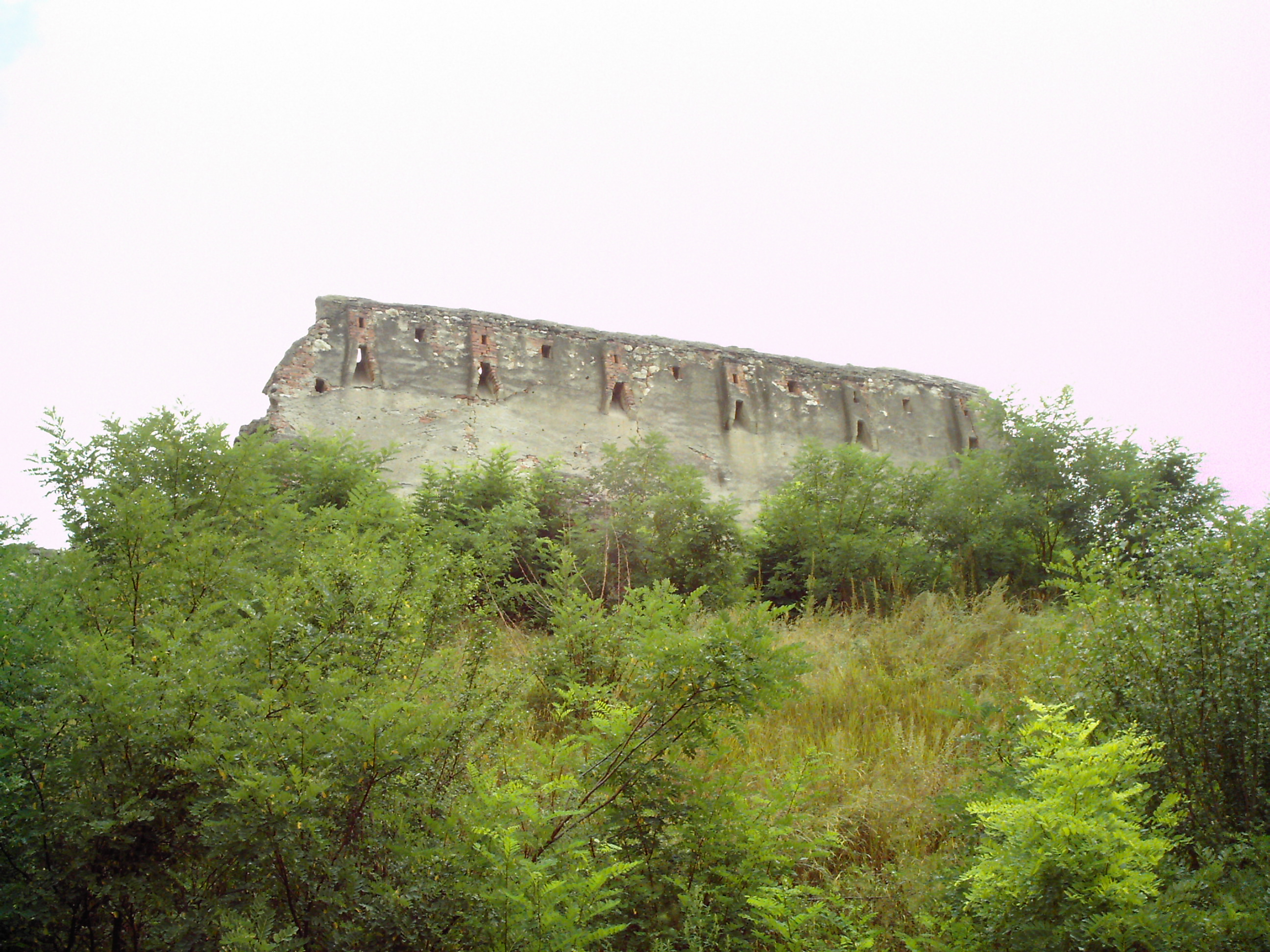
Feldioara

https://youtu.be/M49pb5kbM9I